# Nigerpeton ricqlesi
Il nigerpeton (Nigerpeton ricqlesi) è un anfibio estinto appartenente ai temnospondili, vissuto nel Permiano superiore (circa 250 milioni di anni fa). I suoi resti sono stati ritrovati in Niger.

## Descrizione
Questo grande anfibio possedeva un cranio piatto e massiccio, simile a quello dei coccodrilli attuali, che superava la lunghezza di 50 centimetri. Il cranio era molto particolare, in particolare per quanto riguardava la dentatura: essa era costituita da una moltitudine di denti aguzzi, di dimensioni molto diverse fra loro. I denti della parte anteriore della mascella erano vere e proprie zanne, mentre subito dietro diventavano più corti; a metà mascella erano di nuovo allungatissimi e nella parte posteriore della mascella diminuivano di lunghezza. Nel palato, inoltre, erano presenti zanne particolarmente grandi, e nei pressi della punta della mandibola era presente una coppia di gigantesche zanne; quando la bocca era chiusa, queste ultime sporgevano dalla parte superiore del cranio attraverso due apposite aperture nella mascella. Il cranio, inoltre, presenta i tipici solchi della linea laterale.

## Habitat
A causa delle notevoli specializzazioni dei denti, gli studiosi ritengono che il nigerpeton doveva essere un grande predatore, capace di cacciare grandi tetrapodi (Steyer et al. 2006).  La presenza della linea laterale, inoltre, suggerisce un habitat quantomeno semiacquatico. I resti di nigerpeton sono stati rinvenuti in associazione con quelli di captorinidi, pareiasauri e con quelli del temnospondilo primitivo Saharastega. Ciò suggerisce che l'Africa occidentale, nel corso del Permiano superiore, ospitava una fauna fortemente endemica (Sidor et al. 2005, Steyer et al. 2006).

## Classificazione
Nonostante le molte caratteristiche inusuali, il nigerpeton è considerato un rappresentante dei cocleosauridi, un gruppo di temnospondili primitivi vissuti nel Carbonifero nell'emisfero settentrionale. Rispetto ai suoi presunti parenti stretti, il nigerpeton era molto più grosso; alcune caratteristiche (come la presenza della linea laterale) sono sconosciute nei restanti cocleosauridi. Le notevoli zanne inferiori, con tanto di apertura nella mascella, sono note anche in un altro gruppo di temnospondili successivi, i mastodontosauroidi; sembra tuttavia che questa caratteristica fosse un fenomeno di convergenza evolutiva.